# Öxnadalsá
L' Öxnadalsá è un affluente dell'Hörgá, fiume che scorre nella regione del Norðurland eystra, nella parte settentrionale dell'Islanda.

## Descrizione
L' Öxnadalsá si origina nell'altopiano dell' Öxnadalsheiði e poi scorre per 25 km in direzione nord-est attraverso la valle dell'Öxnadalur, prima di andare a confluire nell'Hörgá. 
Il corso del fiume, dalla sorgente alla foce, passa in continuazione a destra e a sinistra della Hringvegur, la grande strada statale che contorna tutta l'isola, mantenendosi sempre a ovest della città di Akureyri.